# Richard Cruess
Richard Cruess un professeur de chirurgie orthopédique québécois né à London en Ontario en 1929.
Il est le fondateur du laboratoire de recherche orthopédique de l’hôpital Royal Victoria et a occupé le poste de directeur scientifique du laboratoire de recherche de l’hôpital Shriners, l’un des plus grands et des plus
performants au monde, après avoir négocié sa construction lors de l’avènement du régime de l’assurance maladie. Il enseigne aussi la chirurgie orthopédique à l’Université McGill

## Distinctions
- 1985 - Membre de la Société royale du Canada
- 1995 - Chevalier de l’Ordre du Canada
- 2000 - Officier de l’Ordre du Canada
- 2003 - Officier de l’Ordre national du Québec
- 2004 - Doctorat Honoris Causa de l’université Laval
- 1997 - Prix Duncan-Graham
- ???? - Prix Malcolm-Brown
- ???? - Prix Steindler de l’American Academy of Orthopaedic Surgeons (en)
- Membre honoraire de l’Association canadienne d’orthopédie
- Membre honoraire de la Société française de chirurgie orthopédique et traumatique
- Membre émérite de l’Association médicale canadienne